# Kientzheim
Kientzheim foi uma antiga comuna francesa na região administrativa de Grande Leste, no departamento Alto Reno. Estendia-se por uma área de 4,83 km². Em 2010 a comuna tinha 759 habitantes (densidade: 157,1 hab./km²).
Em 1 de janeiro de 2016, foi incorporada à nova comuna de Kaysersberg Vignoble.